# Makedonische Renaissance

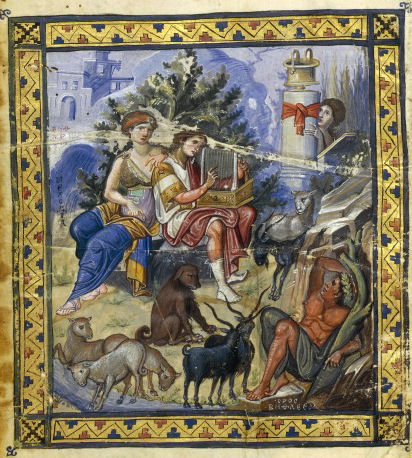
Die Buchmalerei wurde stark von der Makedonischen Renaissance beeinflusst (König David mit Allegorie, Pariser Psalter, 10. Jahrhundert)

Als Makedonische Renaissance wird in der historischen Forschung bisweilen eine Phase in der byzantinischen Geschichte bezeichnet (9./10. Jahrhundert), in der das Reich eine neue kulturelle Blüte erlebte.
Das Oströmische Reich, das infolge der arabischen Eroberungen und der fast parallelen Landnahme der Slawen auf dem Balkan zu Beginn des 7. Jahrhunderts einen Großteil seines Territoriums, seiner Bevölkerung und seines Steuereinkommens verloren hatte, durchlief im 7. Jahrhundert einen Transformationsprozess, der enorme Auswirkungen auf Staat, Gesellschaft und Kultur hatte. Es bedeutete das Ende der Antike im Osten sowie die Gräzisierung des Staatsapparates, der zuvor noch stark von spätantiken Elementen geprägt war; Latein als (parallele) Sprache der Armee und der Bürokratie wurde nun vollständig von Griechisch abgelöst. Aus dem spätrömischen Ostreich wurde das (erst in der Moderne so genannte) Byzantinische Reich. Byzanz war auch in den folgenden Jahrzehnten vollständig mit dem Abwehrkampf an den Grenzen sowie mit innenpolitischen Problemen (siehe Byzantinischer Bilderstreit) beschäftigt. 
Die Folge war unter anderem ein feststellbarer Verfall der städtischen Strukturen (die antike Polis wurde nun oft zu dem befestigten Kastron umgebaut) sowie ein Verfall des kulturellen Niveaus, wenngleich Byzanz immer noch wesentlich mehr vom antiken Erbe bewahrte als der Westen. Im 9. Jahrhundert hatte sich die innenpolitische, vor allem aber die außenpolitische Situation soweit entspannt, dass wieder stärker Geld für kulturelle Angelegenheiten verwendet werden konnte. Es entwickelte sich eine neue Phase des kulturellen Aufschwungs, dessen Höhepunkt im 10. Jahrhundert erreicht wurde und Kunst sowie Literatur, aber auch allgemein die „Wissenschaft“ betraf (siehe etwa Johannes VII. Grammatikos und Leon der Mathematiker). 
Aufgrund des Namens der damals herrschenden Kaiserdynastie, der makedonischen Dynastie, hat sich in der Forschung als Bezeichnung für diese Phase der Begriff makedonische Renaissance eingebürgert, wenngleich bereits unter der Vorgängerdynastie eine kulturelle Wiederbelebung erkennbar wurde. Allerdings ist der Terminus „Renaissance“ in der Forschung durchaus umstritten und die Bezeichnung ist wohl auch nur sehr bedingt zutreffend. Die Byzantiner entdeckten nicht die „Antike“ neu, denn die Beschäftigung mit antiken Werken (wie z. B. mit denen Platons, des Aristoteles oder des Thukydides) war dort nie völlig abgebrochen, sondern griffen auf überliefertes Material (vor allem aus der Spätantike) zurück. Insofern ist der Begriff „Renaissance“ auf Byzanz kaum anwendbar. Dennoch kam es nach dem kulturellen Einbruch im 7./8. Jahrhundert durchaus wieder zu einer signifikanten Rückbesinnung auf die griechische Antike, die aber von den Byzantinern immer als Teil der eigenen Vergangenheit begriffen wurde. Das Interesse der Byzantiner an antiken Kulturformen stieg und es gab Erneuerungsformen, dennoch entstanden zugleich etwa in der Kunst auch weiterhin Werke, die kaum oder gar nicht von antiken Vorbildern beeinflusst waren. Von besonderer Bedeutung war die Makedonische Renaissance für die Buchmalerei. Prominentestes Beispiel hierfür ist der Pariser Psalter. Deutlich erkennbar ist hier eine Rückbesinnung auf den realistischen Stil der klassischen Antike. 
Das erneute Aufblühen der Literatur, in der nun wieder stärker die klassizistische Hochsprache gepflegt wurde, ist unter anderem mit Photios und Arethas von Kaisareia verbunden, die einen byzantinischen „Enzyklopädismus“ einleiteten. Photios, Patriarch von Konstantinopel, verfasste ein Werk, das zumeist als Bibliotheke bekannt ist und in dem er mehrere heidnische und christliche Autoren referiert und ihre Werke bewertet. Da viele dieser Werke teilweise oder vollständig verloren gegangen sind, ist die Bibliotheke auch eine wichtige diesbezügliche Quelle. Arethas wiederum beschäftigte sich intensiv mit klassischer Philologie sowie Philosophie. 
Kaiser Konstantin VII. war sogar persönlich darum bemüht, antike und spätantik/frühbyzantinische Geschichtswerke zu erhalten und deren Überlieferung sicherzustellen. In seinem Auftrag entstand eine umfangreiche, nur zum Teil erhaltene Enzyklopädie, die auch recht umfangreiche Exzerpte aus verschiedenen Werken enthielt. Beispielsweise sind auf diesem Weg wenigstens Auszüge etwa aus den Geschichtswerken des Priskos und des Menander Protektor überliefert; aber auch unter anderem für die Überlieferung von Teilen des Geschichtswerkes des Cassius Dio ist diese Sammlung von Bedeutung. Für die Überlieferung antiker Texte spielte zudem die im 9. Jahrhundert in Byzanz neu eingeführte Minuskelschrift eine Rolle, in der die neuen Abschriften antiker Handschriften verfasst waren.
Für die byzantinische Geschichtsschreibung war der neue „byzantinische Humanismus“, wie er bisweilen auch bezeichnet wird, ebenfalls bedeutsam. Die spätantike Geschichtsschreibung brach mit den Historien des Theophylaktos Simokates im frühen 7. Jahrhundert ab. Erst aus dem späten 8. Jahrhundert sind wieder geschichtliche Werke erhalten, doch wurden nun Chroniken verfasst. Erst ab dem 10. Jahrhundert wurden wieder anspruchsvollere, zumeist zeitgeschichtliche Geschichtswerke verfasst.